# 문화중학교 (광주)
문화중학교(文化中學校)는 대한민국 광주광역시 북구 우산동에 있는 공립 중학교이다.

## 학교 연혁
- 1983년 12월 29일 : 문화여자중학교 설립인가
- 1984년 3월 1일 : 초대 장병창 교장 취임
- 1984년 3월 8일 : 문화여자중학교 개교
- 1996년 3월 1일 : 문화중학교 교명 변경
- 2024년 3월 1일 : 제15대 김유정 교장 취임
- 2025년 1월 10일 : 제39회 졸업식(41명, 총 졸업생 12,188명)
- 2025년 3월 4일 : 신입생 입학(100명)

## 참고 자료
- 문화중학교 - 한국교육학술정보원 학교알리미